# Remilly-sur-Lozon
Remilly-sur-Lozon foi uma comuna francesa na região administrativa da Normandia, no departamento Mancha. Estendia-se por uma área de 9,59 km². Em 2010 a comuna tinha 1 098 habitantes (densidade: 114,5 hab./km²).
Em 1 de janeiro de 2017, passou a formar parte da nova comuna de Remilly Les Marais.